# Philippe Rozier
Philippe Rozier (n. 5 februarie 1963, Melun, Région parisienne, Franța) este un sportiv ce a reprezentat Franța, medaliat olimpic. A participat la 2 ediții ale Jocurilor Olimpice (2000, 2016) în care a câștigat o medalie de aur.